# Lola (película de 2019)
Lola (en francés: Lola vers la mer) es una película dramática belga-francesa de 2019 escrita y dirigida por Laurent Micheli. Está protagonizada por Mya Bollaers, en su debut como actriz, como una chica transgénero de 18 años que sufre la muerte de su madre. La película tuvo su estreno mundial en el Festival de Cine Francófono de Angulema de 2019.
En la 10ª edición de los Premios Magritte, Lola recibió siete nominaciones, incluyendo Mejor Película y Mejor Director para Laurent Micheli, ganando el premio a la Actriz Más Revelación para Mya Bollaers y Mejor Diseño de Producción para Catherine Cosme. Bollaers se convirtió en la primera persona abiertamente transgénero en ser nominada para el premio.

## Reparto
- Mya Bollaers como Lola
- Benoît Magimel como Philippe
- Els Deceukelier como propietario del club
- Sami Outalbali como Samir

## Recepción crítica
En el sitio web agregador de reseñas AlloCiné, la película tiene una puntuación promedio ponderada de 72 sobre 100, basada en 20 críticos.

## Reconocimientos
| Premio/Festival                     | Categoría                    | Nominación      | Resultado |
| ----------------------------------- | ---------------------------- | --------------- | --------- |
| Angoulême Francophone Film Festival | Mejor película               |                 | Nominada  |
| César Award                         | Mejor película extranjera    |                 | Nominada  |
| Golden Ibis Award                   | Mejor película               |                 | Nominada  |
| Golden Ibis Award                   | Mejor guion                  | Laurent Micheli | Ganadora  |
| Golden Ibis Award                   | Mejor actor                  | Benoît Magimel  | Ganadora  |
| Golden Ibis Award                   | Mejor actriz                 | Mya Bollaers    | Ganadora  |
| Golden Ibis Award                   | Mejor banda sonora original  | Raf Keunen      | Nominada  |
| Lumières Award                      | Mejor película internacional |                 | Nominada  |
| Magritte Award                      | Mejor película               |                 | Nominada  |
| Magritte Award                      | Mejor director               | Laurent Micheli | Nominada  |
| Magritte Award                      | Mejor guion                  | Laurent Micheli | Nominada  |
| Magritte Award                      | Mejor actriz revelación      | Mya Bollaers    | Ganadora  |
| Magritte Award                      | Mejor diseño de producción   | Catherine Cosme | Ganadora  |
| Magritte Award                      | Mejor banda sonora original  | Raf Keunen      | Nominada  |
| Magritte Award                      | Mejor edición                | Julie Naas      | Nominada  |
| Namur Film Festival                 | Premio Cinevox               |                 | Ganadora  |